# Brestov nad Laborcom
Brestov nad Laborcom (em húngaro: Laborcbér) é um município da Eslováquia, situado no distrito de Medzilaborce, na região de Prešov. Tem 6,04 km² de área e sua população em 2018 foi estimada em 102 habitantes.

## Demografia
| Ano:        | 1994 | 2004    | 2014    | 2024    |
| ----------- | ---- | ------- | ------- | ------- |
| Broj ljudi: | 90   | 68      | 105     | 130     |
| Razlika:    |      | -24,44% | +54,41% | +23,80% |

| Ano:               | 2023 | 2024   |
| ------------------ | ---- | ------ |
| Número de pessoas: | 127  | 130    |
| Diferença:         |      | +2,36% |